# De nouveau l'Espagne
Pour plus de détails, voir Fiche technique et Distribution.
De nouveau l'Espagne (España otra vez) est un film espagnol réalisé par Jaime Camino, sorti en 1968.

## Synopsis
Le Dr. Foster revient en Espagne après avoir servi aux côtés des Républicains lors de la guerre d'Espagne et se souvient du conflit.

## Fiche technique
- Titre : De nouveau l'Espagne
- Titre original : España otra vez
- Réalisation : Jaime Camino
- Scénario : Román Gubern, Jaime Camino et Alvah Bessie
- Musique : Xavier Montsalvatge
- Photographie : Luis Cuadrado
- Montage : Teresa Alcocer
- Production : Jaime Fernández-Cid Fenollera
- Société de production : Pandora
- Pays :  Espagne
- Genre : Drame
- Durée : 108 minutes
- Dates de sortie : 
  -  France : 1968 (Festival de Cannes)
  -  Espagne : 3 février 1969

## Distribution
- Manuela Vargas : María
- Mark Stevens : Dr. David Foster
- Marianne Koch : Kathy Foster
- Enrique Giménez : maître Miguel
- Luis Serret : Manuel Oliver
- Luis Ciges : Padre Jacinto
- Joaquín Pujol : le fils de Manuel
- Alberto Berco : Dr. Gavotty
- Alberto Puig : Dr. Tomás
- Flor de Bethania Abreu : Teresa
- Pere Portabella : Dr. Sanpons

## Distinctions
Le film a été présenté en sélection officielle en compétition au Festival de Cannes 1969.